# Maurice Bujon
Pour les articles homonymes, voir Bujon.
Maurice Bujon est un journaliste et patron de presse français, né le 16 août 1910 à Narbonne et mort le 4 décembre 2008 en Suisse.

## Biographie
Né le 16 août 1910 à Narbonne, Maurice Bujon fait des études de lettres et de droit à l'Université de Montpellier, puis entame des études pour devenir officier dans la Marine marchande.
Il décide ensuite de se diriger vers le journalisme, il entre en 1933 au Petit Méridional à Montpellier, il y fait ses premières armes comme pigiste et reporter.
La Seconde Guerre mondiale interrompt brutalement cette première vie de journaliste. Mobilisé dans la marine, Maurice Bujon assiste à la débâcle puis rejoint la Résistance, distribuant tracts et journaux clandestins. Il ne revient à Montpellier qu'en septembre 1944, pour reprendre la plume et de hautes responsabilités dans le tout jeune Midi libre sous-titré « Organe du Comité Régional du Mouvement de Libération Nationale », dont le premier numéro est paru le 27 août 1944.
À 34 ans, il devient le premier rédacteur en chef du Midi libre. Très proche du fondateur du journal Jacques Bellon, c'est naturellement qu'il reprend la direction à la disparition de ce dernier en 1956.
Maurice Bujon dirige ce journal pendant 40 ans jusqu'en 1996. Patron visionnaire, il rachète en 1982 le groupe Centre Presse, puis en 1987 le quotidien L'Indépendant. Il est à l'origine de la création des agences Midi Libre Voyages, et rachète l'hebdomadaire Le journal de Millau. Il s'est aussi beaucoup investi dans les radios libres locales.
Il a aussi présidé le Syndicat des Quotidiens Régionaux de 1971 à 1984, ainsi que la Fédération nationale de la presse française de 1976 à 1987.
Il meurt le 4 décembre 2008.